# Рахман Моріна
Рахман Моріна (серб. Рахман Морина/Rahman Morina; 1943 — 12 жовтня 1990) — югославський поліцейський і політик-комуніст. Будучи косоваром, він запам'ятався як противник албанського сепаратизму.

## Початок кар'єри
Моріна почав свою кар'єру, служачи агентом Міністерства внутрішніх справ Югославії, і пізніше в Лізі комуністів Косова. У 1981 році призначений міністром внутрішніх справ Косова і, таким чином, займав найвищу посаду в правоохоронних органах провінції. У березні того ж року, в розпал заворушень в Косово він подзвонив в національну поліцію, щоб придушити повстання, не повідомивши або не порадившись з місцевим урядом. Цей акт сприяв відставці косівського партійного начальника Махмута Бакалі, оскільки останній виявився недостатньо підзвітним в очах уряду в Белграді.

## Лідерство в Косово
У 1988 Моріна поставлений лідером косівського крила Союзу комуністів Югославії, через «антибюрократичну революцію», Слободан Мілошевич усунув Азема Власі і Качушу Яшарі від керівництва косовським крилом партії і призначив його, оскільки Моріна був одним з дуже небагатьох неслов'янських супротивників тенденцій косівського албанського сепаратизму.
Моріна показав, що він є сильним представником сербського лідера Слободана Мілошевича, хоча той спочатку зневажав Моріну. Сербський лідер одного разу вирушив до югославського президента Лазара Мойсова, люто вимагаючи видворення Моріни з уряду Косова. Мілошевич навіть погрожував покинути свій пост лідера Союзу комуністів Сербії, якщо Моріну не вдасться відправити у відставку. У 1989 році Моріна пішов з політичних структур Косова під час страйку шахтарів.

## Смерть
Помер в 1990 році у віці 47 років, за підозрілих обставин в Пріштіні, беручи участь в установчому з'їзді косівського відділення Соціалістичної партії Сербії. Офіційною причиною смерті був оголошений серцевий напад, але наполегливі чутки говорять, що він був фактично отруєний на з'їзді.

## Особисте життя
Його дружиною була Братислава «Буба» Моріна, сербський адвокат, урядовий міністр і комісар у справах біженців в Сербії.